# Kenan Doğulu
Kenan Doğulu (ur. 31 maja 1974 w Stambule) – turecki piosenkarz, kompozytor i autor tekstów, reprezentant Turcji w 52. Konkursie Piosenki Eurowizji (2007).

## Życiorys

### Wczesne lata
Jest drugim synem tureckiego muzyka Yurdaera Doğulu. W wieku pięciu lat rozpoczął naukę w szkole muzycznej w klasie fortepianu. Sześć lat później zaczął naukę gry na flecie i gitara, a także na instrumentach rytmicznych oraz śpiewu. Był solistą w chórze dziecięcym.

### Kariera

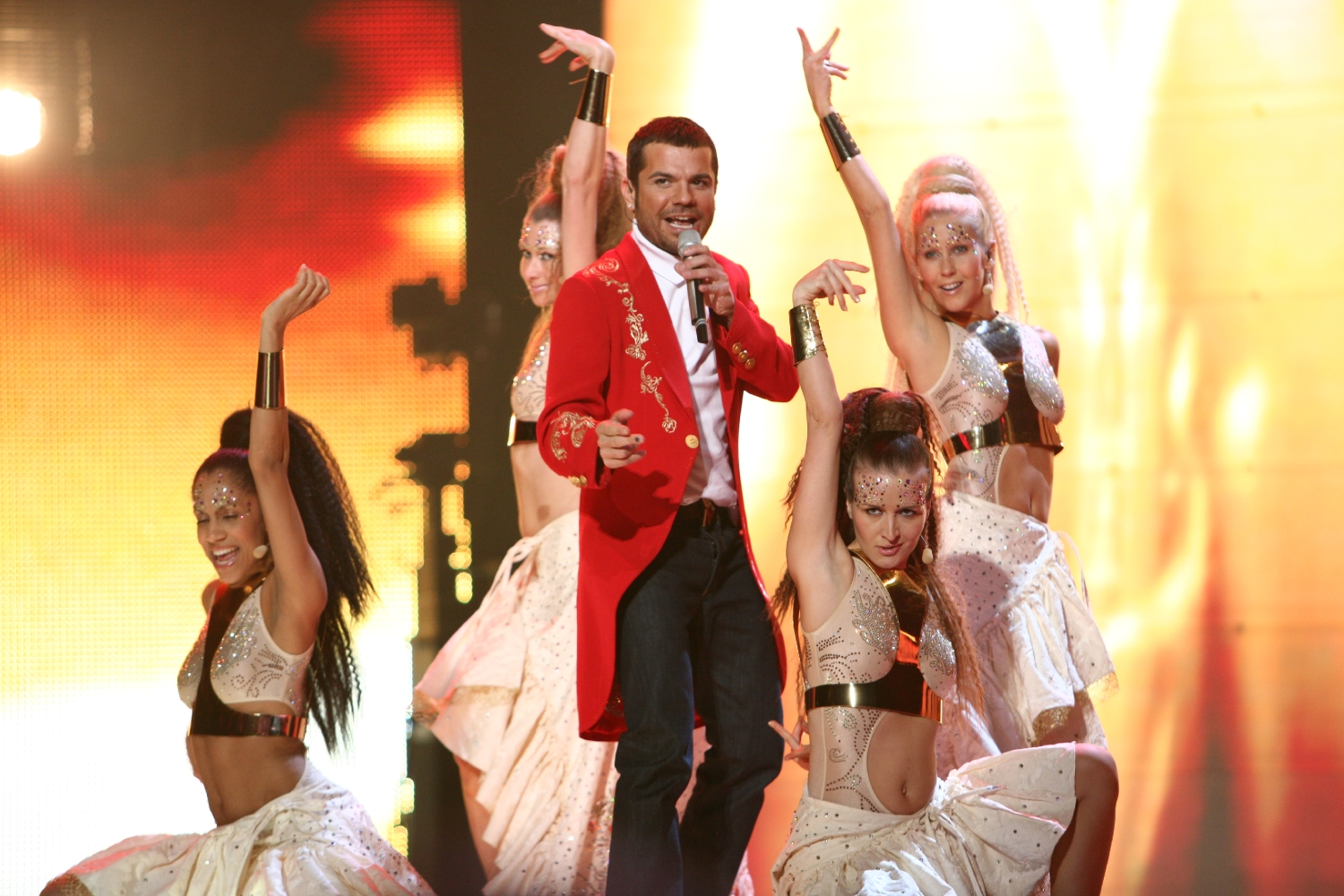
Kenan Doğulu podczas występu w 52. Konkursie Piosenki Eurowizji w Helsinkach, maj 2007

W 1993 rozpoczął pracę nad materiałem na swój debiutancki album, zatytułowany Yaparim Bilirsin, który ukazał się w sierpniu tego samego roku. W 1995 wydał swój drugi album studyjny, zatytułowany Sımsıkı Sıkı Sıkı. W ciągu następnej dekady wydał kilka albumów: III (1996), Ben senin her şeyinim (1999), Ex aşkım (2001), Demedi Deme (czerwiec 2003) i Festival (czerwiec 2006), a także minilabumy 5,5 (2002) i 6,5 (2004).
W 2006 wydał singiel „Çakkıdı”, który nagrał w duecie z Sezen Aksu. W grudniu turecka telewizja TRT ogłosił piosenkarza reprezentantem Turcji z piosenką „Shake It Up Şekerim” w 52. Konkursie Piosenki Eurowizji w Helsinkach. 10 maja wystąpił w półfinale konkursu i z trzeciego miejsca awansował do finału, rozgrywanego 13 maja. Zajął w nim czwarte miejsce ze 163 punktami na koncie, w tym m.in. z maksymalnymi notami 12 punktów od Francji, Niemiec, Wielkiej Brytanii, Holandii i Belgii. W tym samym roku wydał minialbum, zatytułowany 7,5, na którym znalazły się m.in. remiksy piosenki „Shake It Up Şekerim”.

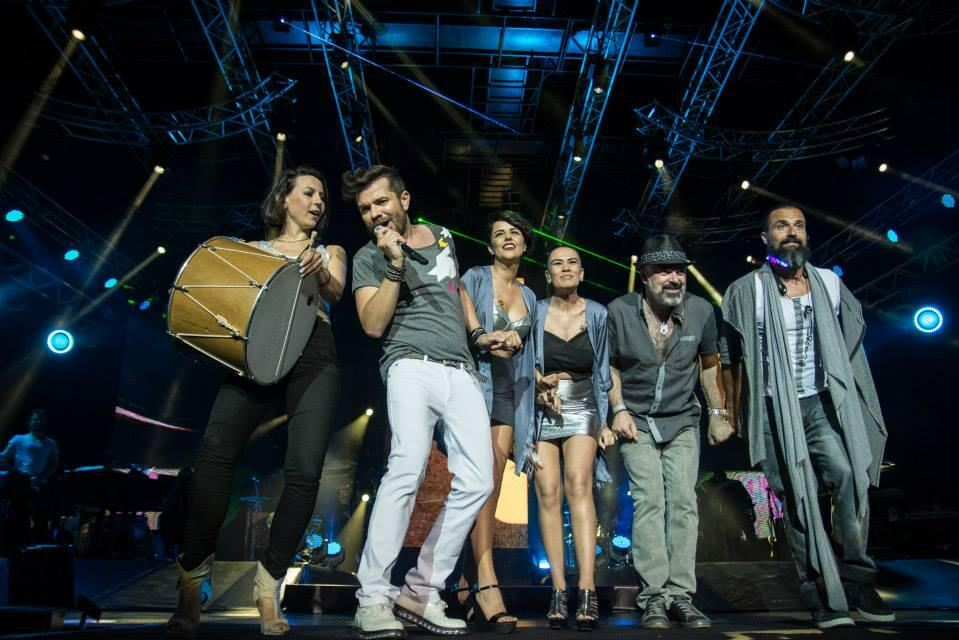
Kenan Doğulu ze swoim zespołem podczas koncertu, 2014

W 2009 na tureckim rynku ukazało się czteropłytowe wydawnictwo kompilacyjne, zatytułowane The King of Turkish Pop Kenan Doğulu, na którym znalazły się utwory z pierwszych czterech płyt wydanych przez piosenkarza. Pod koniec maja Doğulu wydał swój kolejny album studyjny, zatytułowany Patron.
W kwietniu 2012 zaprezentował singiel „Bal gibi”, który znalazł się na jego dziewiątym albumie, zatytułowanym Aşka türlü şeyler z czerwca 2012. Pod koniec czerwca 2013 wydał singiel „Kız sana hayran”, który nagrał w duecie ze swoim bratem Ozanem, grającym na instrumentach klawiszowych.
25 stycznia 2015 zaprezentował singiel „Aşk íle yap”.

### Życie prywatne
W lutym 2012 zaczął spotykać się z aktorką Beren Saat, której oświadczył się pod koniec lutego 2013. 29 lipca 2014 wzięli ślub w Los Angeles.

## Dyskografia

### Albumy studyjne
- Yaparim Bilirsin (1993)
- Sımsıkı Sıkı Sıkı (1995)
- III (1996)
- Ben senin her şeyinim (1999)
- Ex aşkım (2001)
- Demedi deme (2003)
- Festival (2006)
- Patron (2009)
- Aşka türlü şeyler (2012)